# Dryopteris pseudoparasitica
Dryopteris pseudoparasitica är en träjonväxtart som beskrevs av Cornelis Rugier Willem Karel van Alderwerelt van Rosenburgh. Dryopteris pseudoparasitica ingår i släktet Dryopteris och familjen Dryopteridaceae. Inga underarter finns listade.